# Shirley Fry
Shirley Fry Irvin (Akron, Estados Unidos, 30 de junio de 1927-Naples (Florida), 13 de julio de 2021) fue una tenista estadounidense.

## Carrera deportiva
Ganó un total de diecisiete títulos del Grand Slam, cuatro de ellos en la categoría individual. Sus once victorias en dobles femeninos los consiguió junto a Doris Hart. En 1956 alcanzó el primer puesto en el ranking de tenistas femeninos.
En 1957 finalizó su carrera profesional y en 1970 fue incluida en el Hall of Fame.
Falleció el 13 de julio de 2021 a los 94 años.

## Finales individuales del Grand Slam

### Victorias (4)
| Año  | Campeonato           | Rival en final | Resultado     |
| 1951 | Roland Garros        | Doris Hart     | 6–3, 3–6, 6–3 |
| 1956 | Wimbledon            | Angela Buxton  | 6–3, 6–1      |
| 1956 | US Open              | Althea Gibson  | 6–3, 6–4      |
| 1957 | Abierto de Australia | Althea Gibson  | 6–3, 6–4      |

### Finalista (4)
| Año  | Campeonato    | Rival en final   | Resultado     |
| 1948 | Roland Garros | Nelly Adamson    | 6–2, 0–6, 6–0 |
| 1951 | Wimbledon     | Doris Hart       | 6–1, 6–0      |
| 1951 | US Open       | Maureen Connolly | 6–3, 1–6, 6–4 |
| 1952 | Roland Garros | Doris Hart       | 6–4, 6–4      |